# Oxythiamin
|  | Dieser Artikel wurde auf der Qualitätssicherungsseite der Redaktion Chemie eingetragen. Dies geschieht, um die Qualität der Artikel aus dem Themengebiet Chemie formal und inhaltlich auf ein in der Wikipedia gewünschtes Niveau zu bringen. Wir sind dankbar für deine Mithilfe, bitte beteilige dich an der Diskussion (neuer Eintrag) oder überarbeite den Artikel entsprechend. |

Oxythiamin (Abkürzung: OT) ist ein chemisches Analogon des Vitamins B1 (Thiamin) und zählt zur Gruppe der sogenannten Thiaminantagonisten. Im Körper wird es in seine aktive Form, das Oxythiaminpyrophosphat (OTP), umgewandelt. Diese Form kann an Enzyme binden, die normalerweise Thiamin als Coenzym verwenden, und deren Aktivität blockieren. Als Antivitamin bewirkt Oxythiamin in hohen Dosen einen funktionellen Vitamin‑B1-Mangel (Gewichtsverlust, Polyneuropathien). Im Gegensatz zu Pyrithiamin treten primär periphere und metabolische Effekte auf.

## Struktur und Wirkweise

### Chemische Struktur
Oxythiamin ist eine abgewandelte Form des natürlichen Vitamins Thiamin. Der Unterschied liegt in der chemischen Struktur des Pyrimidinrings: Bei Oxythiamin ist die Aminogruppe an Position 6 durch eine Ketogruppe ersetzt, wodurch ein sogenanntes Pyrimidin-6-on entsteht. Diese Modifikation verändert die elektronische Struktur des Moleküls und damit auch dessen Reaktivität.
Wie Thiamin besitzt Oxythiamin ein positiv geladenes Thiazolium-Kation, das durch ein Chloridion neutralisiert wird. Die für die Funktion wichtige Hydroxyethyl-Seitenkette und die Methylgruppe am Thiazolring bleiben erhalten. Diese strukturelle Ähnlichkeit erklärt, warum Oxythiamin an dieselben Enzyme wie Thiamin binden kann.

### Wirkmechanismus
Thiamin wird im Körper zu Thiaminpyrophosphat (TPP), einem wichtigen Coenzym, umgewandelt. TPP spielt eine zentrale Rolle bei enzymatischen Reaktionen, etwa bei der Stabilisierung reaktiver Zwischenprodukte wie Carbanionen in Enzymen wie der Transketolase.
Oxythiamin wird ebenfalls phosphoryliert – durch das Enzym Thiaminpyrophokinase – und dabei in Oxythiaminpyrophosphat (OTP) überführt. Obwohl OTP an die gleichen Enzyme wie TPP binden kann, fehlt ihm die Fähigkeit zur Stabilisierung des Carbanions. Das liegt an der Ketogruppe in OTP, die die Elektronendelokalisierung behindert. Daher wirkt OTP als kompetitiver Inhibitor, der die Enzymaktivität blockiert.
Eine der wichtigsten Zielstrukturen von OTP ist die Transketolase, ein Enzym des Pentosephosphatwegs (PPP). Durch die Hemmung der Transketolase wird der nicht-oxidative Teil des PPP blockiert, was die Bildung von Ribose-5-phosphat – einem Grundbaustein für Nukleotide – stark einschränkt. Indirekt kann auch die Produktion von NADPH, einem wichtigen Reduktionsäquivalent, beeinträchtigt sein. Beides – Nukleotide und NADPH – sind essenziell für das Wachstum und die Teilung von Zellen, insbesondere von schnell proliferierenden Tumorzellen. OTP entfaltet daher einen selektiven antiproliferativen Effekt auf solche Zellen.

## Biologische Aktivierung
Oxythiamin wird in verschiedensten Organismen – darunter Bakterien, Parasiten und tierische Zellen – durch das Enzym Thiaminpyrophokinase in die aktive Form OTP überführt. OTP ähnelt strukturell stark dem natürlichen Coenzym Thiamindiphosphat (ThDP bzw. TPP), übernimmt aber nicht dessen Funktion. Stattdessen blockiert es die Bindestellen der Enzyme für ThDP und verhindert so deren katalytische Aktivität.
In einer Studie zeigten Chan et al., dass eine Überexpression der Thiaminpyrophokinase im Malariaparasiten Plasmodium die Empfindlichkeit gegenüber Oxythiamin um das bis zu 1700-fache erhöht. Das deutet darauf hin, dass nicht Oxythiamin selbst, sondern das aktivierte OTP der eigentliche wirksame Antimetabolit ist.

## Interaktion mit thiaminabhängigen Enzymen
Oxythiamin (OT) und seine aktive Form Oxythiaminpyrophosphat (OTP) hemmen gezielt mehrere Enzyme, die auf Thiamindiphosphat (ThDP, auch TPP genannt) als Cofaktor angewiesen sind. Zu den wichtigsten ThDP-abhängigen Enzymen im Zellstoffwechsel zählen:
- Transketolase (TKT) im Pentosephosphatweg
- Pyruvatdehydrogenase-Komplex (PDHC)
- 2-Oxoglutaratdehydrogenase-Komplex (OGDHC)

### Transketolase (TKT)
Die Transketolase benötigt ThDP als Cofaktor für ihre katalytische Funktion. OTP wirkt als kompetitiver Inhibitor, indem es dieselbe Bindestelle wie ThDP besetzt. In Zellkulturversuchen mit Säuger- und Tumorzellen reduzierte Oxythiamin die Aktivität der Transketolase deutlich, was die Synthese von Ribose-5-phosphat einschränkt.
Besonders in schnell wachsenden Zellen – wie Tumorzellen – führt dies zu einer Verknappung der Nukleotidbausteine, was zu einem Zellzyklus-Stillstand in der G1-Phase und zur Auslösung von Apoptose führen kann. Die Bindung von OTP an Transketolase ist unter physiologischen Bedingungen weitgehend irreversibel.
Auch Isoformen wie TKTL1, die in bestimmten Krebsarten übermäßig exprimiert sind, werden durch OTP gehemmt.

### Thiamin-Bindung an Transketolase: Mechanismus der Inhibition
Die aktive Coenzymform ThDP bindet in menschlicher Transketolase (TKT) besonders fest. Kristallstrukturanalysen zeigten, dass Aminosäuren wie Glutamin an Position 189 (Gln189) eine zentrale Rolle spielen. Weitere stabilisierende Wechselwirkungen (z. B. mit Lys75, Ser40 und Lys244) sorgen für eine quasi-irreversible Bindung.
Da OTP diese starke Bindung nicht einfach verdrängen kann, wirkt Oxythiamin präventiv: Es konkurriert mit Thiamin bei der Einlagerung in neu synthetisierte Enzyme. So entstehen Enzymvarianten, die von vornherein inaktiv sind.

### Pyruvatdehydrogenase-Komplex (PDHC)
Der Pyruvatdehydrogenase-Komplex befindet sich in den Mitochondrien und wandelt Pyruvat in Acetyl-CoA um – ein zentraler Schritt, der die Glykolyse mit dem Citratzyklus verbindet. Auch hier ist ThDP als Cofaktor der E1-Untereinheit notwendig. OTP wirkt als kompetitiver Inhibitor und bindet dabei sogar etwas stärker als ThDP selbst: Die Inhibitionskonstante (Ki) für OTP liegt bei etwa 0,025 µM gegenüber einem Km von ca. 0,06 µM für ThDP.
Durch die Hemmung des PDHC reichert sich Pyruvat im Zellinneren an, das teilweise zu Laktat umgewandelt wird. Gleichzeitig wird weniger Acetyl-CoA gebildet, was den Energiefluss in den Citratzyklus verringert. In Geweben mit hohem Glukoseumsatz, wie z. B. Tumorgewebe oder sich schnell teilende Mikroorganismen, kann dies den Energiestoffwechsel empfindlich stören. In Tierversuchen mit Ratten wurde nach Oxythiamin-Gabe ein signifikanter Anstieg des Pyruvat-Spiegels im Blut festgestellt.

### 2-Oxoglutarat-Dehydrogenase-Komplex (OGDHC)
Die 2-Oxoglutarat-Dehydrogenase ist ein weiteres ThDP-abhängiges Enzym im Citratzyklus. Wie der PDHC wird auch OGDHC durch OTP gehemmt. In Experimenten zeigte sich, dass Parasiten mit einer künstlich erhöhten OGDHC-Produktion weniger empfindlich auf Oxythiamin reagieren – wahrscheinlich binden diese Enzymüberschüsse das verfügbare OTP ab, sodass ein Teil der Enzymaktivität erhalten bleibt.
In Tumorzellen wurde nach Oxythiamin-Behandlung ein Anstieg von α-Ketoglutarat beobachtet. Dieser Metabolit wirkt als zellulärer Signalstoff und beeinflusst unter anderem epigenetische Enzyme sowie den Hypoxie-induzierten Faktor HIF-1α. Die Anreicherung von α-Ketoglutarat könnte sekundäre Effekte auf die Genregulation und das Tumorverhalten haben, etwa durch Stabilisierung von HIF-Hydroxylasen und Verringerung der HIF-1α-Aktivität – ein potenzieller anti-metastasierender Effekt.

## Konkurrenz zu Thiamindiphosphat (ThDP)
OTP kann an Enzyme binden, die normalerweise auf Thiamindiphosphat (ThDP) angewiesen sind. Aufgrund seiner strukturellen Ähnlichkeit konkurriert es mit dem natürlichen Cofaktor um die Bindungsstellen an diesen Enzymen. Allerdings kann OTP – im Gegensatz zu ThDP – die nötigen chemischen Reaktionen im Enzym nicht auslösen. Die Folge ist ein funktioneller Stillstand an der betreffenden Reaktionsstelle.
Wichtig ist: Oxythiamin verdrängt Thiamin nicht nur passiv, sondern seine Umwandlung zu OTP führt zu einer anhaltenden Hemmung der Enzymfunktion. Diese bleibt bestehen, bis ausreichend Thiamin und daraus gebildetes ThDP verfügbar sind, um die Enzyme neu zu aktivieren. In Zellkultur-Experimenten konnte gezeigt werden, dass hohe Dosen von Thiamin die Wirkung von Oxythiamin teilweise aufheben können – ein Beleg für den kompetitiven Charakter der Hemmung.
Allerdings lässt sich die Enzymaktivität oft nicht vollständig wiederherstellen. Dies deutet auf eine besonders starke Bindung von OTP an das Enzym oder auf langfristige strukturelle Veränderungen hin.

## Auswirkungen auf den Zellstoffwechsel

### Pentosephosphatweg (PPP)
- Die Produktion von Ribose-5-phosphat und Erythrose-4-phosphat wird gehemmt – essenziell für Nukleotidsynthese und Bildung aromatischer Aminosäuren.
- NADPH-Produktion wird indirekt reduziert, was antioxidative Schutzsysteme (Glutathion, Thioredoxin) und biosynthetische Prozesse (z. B. Fettsäuresynthese) schwächt.
- Tumorzellen reagieren empfindlicher auf oxidativen Stress, was ihren Überlebensnachteil erhöht.[12]

### Glykolyse und Energiegewinnung
- Rückstau von Pyruvat, das vermehrt zu Laktat reduziert wird – verstärkte anaerobe Glykolyse.
- Umlenkung von Glykolyse-Zwischenprodukten in Nebenwege (z. B. zu toxischem Methylglyoxal).
- Das metabolische Muster widerspricht dem klassischen Warburg-Effekt: Obwohl die Glykolyse läuft, sind die Produkte nicht effektiv nutzbar, was die Proliferation hemmt.[9]

### Citratzyklus
- Mangel an Acetyl-CoA und Blockade der OGDHC verlangsamen den Citratzyklus.
- Anstieg von α-Ketoglutarat mit Signalwirkung.
- Reduktion der oxidativen Phosphorylierung und ATP-Produktion – problematisch für Zellen mit hohem Energiebedarf.
- In nicht-proliferierenden Geweben kann dies pathologisch relevante Effekte verursachen, vergleichbar mit einem Vitamin-B1-Mangel (Beriberi).

## Pharmakologische und biologische Wirkungen
Oxythiamin wird vorwiegend als experimenteller Wirkstoff genutzt, um gezielt Thiaminmangel auf Zellebene zu erzeugen. Es dient als Werkzeug zur Erforschung des Zellstoffwechsels, insbesondere in der Onkologie, Mikrobiologie, Parasitologie und Immunologie.

### 1. Antitumorale Wirkungen
Oxythiamin wurde in zahlreichen In-vitro-Studien hinsichtlich seiner tumorhemmenden Eigenschaften untersucht. Es hemmt thiaminabhängige Enzyme, stört die Zellproliferation, induziert Apoptose und beeinflusst den Zellzyklus. Die Hemmung betrifft vor allem die Transketolase (TKT) und deren Isoformen wie TKTL1.

#### Beispiele für antitumorale Effekte in Zellkulturen
- Nicht-kleinzelliges Lungenkarzinom (A549-Zellen): Dosis- und zeitabhängige Hemmung der Zellvermehrung; >28 % reduzierte Viabilität bei 100 µM nach 48 h; signifikant erhöhte Apoptoserate selbst bei 0,1 µM.[13][14]
- Pankreaskarzinom (MIA PaCa-2): Zellproliferation um bis zu 41 % reduziert; mit DHEA-S bis zu 61 %. Dosisabhängige Hemmung (IC₅₀ ~15 µM), Veränderungen in Proteinexpression (z. B. TIMP-1).[6][15][16]
- Neuroblastom (SH-SY5Y-Zellen): Aktivierung von p53, Laktatanstieg, mitochondriale Apoptose.[17]
- Zervixkarzinom (HeLa-Zellen): Reduktion der Zellzahl um bis zu 80 % bei 0,005–0,02 %; GI₅₀-/IC₅₀-Werte im niedrigen µM-Bereich.[7][18]
- Kolonadenokarzinom (HT29-Zellen): Wirkung auch bei chemoresistenten Linien; Kombination mit DHEA senkt IC₅₀, Methotrexat-Resistenz wird überwunden.[19]
- Ovarialkarzinom: Wirkung auf resistente Zelllinien; TKT-Hemmung reduziert Zellwachstum.[20]
- Triple-negativer Brustkrebs (TNBC): Kombiniert mit Chemotherapeutika (z. B. Doxorubicin, Docetaxel) >90 % Zellreduktion, HIF-1α-Downregulation.[9]
- Schilddrüsenkarzinom (ARO, SW579): Hemmung ab 2–3 µM; Verstärkung durch Lovastatin.[21]
- Hepatozelluläres Karzinom (HCC): G1-Arrest, erhöhter ROS, verminderte Glukoseaufnahme, verstärkte Apoptose (v. a. in Kombination mit Sorafenib).[12]
- Lewis-Lungenkarzinom (LLC): Hemmung von Migration/Invasion; Reduktion von MMP-2/-9 und uPA, Erhöhung von TIMP-1/2.[22]
- Chronisch myeloische Leukämie (CML): Wiederherstellung der Imatinib-Empfindlichkeit; reduzierte Zellproliferation.[23]
- Ösophaguskarzinom (ESCC): Hemmung von TKT, NADPH/Glutathion ↓, ROS ↑, Zellzyklusarrest und Apoptose.[24]

#### In-vivo-Studien
- Walker-256-Rattenmodell: Tumorgewicht um ~45 % reduziert, Zunahme abnormer Mitosen.[25]
- 4T1-Brustkrebs (Maus): Weniger Metastasen, niedrigerer Ki-67, metabolische Reprogrammierung (↑α-Ketoglutarat, ↓HIF-1α).[9]
- Ehrlich-Ascites-Tumor (EAT): >90 % Proliferationshemmung; mit DHEA bis zu 94 %; gut verträglich.[16][26][27]
- LLC (Maus): 150–600 mg/kg/Tag oral wirksam; MMP-Hemmung bestätigt.[22][28]
- Zervixkarzinom (HPV16 E6-Modell): Reduzierte Tumorgröße, kombinierbar mit Cisplatin.[29]
- Anaplastisches Schilddrüsenkarzinom: 2-wöchige Gabe → signifikante Tumorreduktion, TKTL1↓.[21]
- HCC (sorafenib-resistent): Kombination mit Sorafenib reduziert Tumorlast, ROS↑, Resensibilisierung.[12]
- CML (Imatinib-resistent): Synergistische Wirkung mit Imatinib trotz Resistenz.[23]
- ESCC: OT reduziert Tumorwachstum, DNA-Schäden (γ-H2AX), Apoptose (cleaved caspase-3), HMGA1↓, TKT↓.[24]

### 2. Virologische Effekte

#### In-vitro-Wirkung
- Influenza A, Mumpsvirus: In Hühnereizellen wurde Virusreplikation bei hohen OT-Konzentrationen gehemmt – nahe toxischer Dosis.[30]
- Chlamydia psittaci: Reduktion der Infektiosität – ebenfalls dosisabhängig.[30]
- Poliovirus (Mausmodell): Vitamin-B1-Mangel durch OT senkt Mortalität bei moderatem Mangel, verschlechtert jedoch Immunstatus bei starkem Mangel.[31]
- NDV, Myxoviren: OT reduzierte zytopathische Effekte; Zellen zeigten teils Schutz vor Virusreplikation.[32]
- SARS-CoV-2: BOT (lipophiles OT-Prodrug) hemmte Virusreplikation >90 % in Caco-2-Zellen, ohne signifikante Zytotoxizität; synergistische Wirkung mit 2-Desoxyglukose.[33]

#### In-vivo / klinisch
Klinische Daten fehlen. Alte Tierversuche zeigten Virushemmung, aber auch immunologische Schwächung. BOT wird als nasale oder inhalative antivirale Therapie diskutiert.

### 3. Wirkung gegen Parasiten (Malaria)

#### In-vitro
- P. falciparum: Hemmung durch OTP der TKT, PDH, OGDH. TPK-Überexpression erhöht OT-Empfindlichkeit (1700-fach), Überproduktion von Zielenzymen reduziert Wirkung.[5]

#### In-vivo
- P. berghei-Mausmodell: OT senkt Parasitämie, verzögert Verlauf, verringert Organlast. Wegen schwacher Pharmakokinetik sind hohe Dosen nötig.[5]

#### Weiterentwicklung
- N3-Pyridylthiamin (N3PT) zeigt verbesserte Aktivität und Stabilität. Ziel: Parasiten-spezifische Aktivierung, selektive Aufnahme, minimale Wirkung auf Wirtszellen.[35]

### 4. Antibakterielle und antifungale Effekte

#### Bakterien
- Pseudomonas aeruginosa: Moderate Hemmung, verstärkte Wirkung mit Antibiotika. OTP stört ThDP-abhängige Enzyme und Stressantwort.[8]
- Wirkung artenabhängig: Grampositive Keime mit Thiamintransporter empfindlicher; andere kompensieren via Thiaminbiosynthese.

#### Pilze und Hefen
- Saccharomyces cerevisiae: Verlangsamtes Wachstum, reduzierte PDC-Aktivität, intrazelluläres Thiamin↓.[36]
- Malassezia pachydermatis: Hohe Empfindlichkeit gegenüber OT. Enzyme wie Pyruvatdecarboxylase und Malatdehydrogenase werden gehemmt.[37]

### 5. Immunmodulatorische Effekte
- Neutrophile Granulozyten / NETose OT hemmt NET-Freisetzung dosisabhängig durch NADPH-Mangel; ROS↓; auch mit Thiamin gemeinsam wirksam.[38]
- STING-vermittelte Immunantwort PPP-Hemmung durch OT reduziert Interferon-α/-β-Produktion und ISG-Expression; antivirale Antwort↓; Relevanz für Zytokinsturm diskutiert.[39]
- Makrophagen / Phagozytose OT und 6-Aminonicotinamid fördern antikörpervermittelte Phagozytose (ADCP) von Lymphomzellen um bis zu 92 %.[40]

## Klinische Erfahrungen mit Oxythiamin

### Fallbericht: Prostatakrebs und Benfo-Oxythiamin
Ein Fallbericht von 2024 beschreibt die kombinierte Anwendung von Benfo-Oxythiamin (B-OT) und [¹⁷⁷Lu]PSMA-Radioligandentherapie bei einem Patienten mit metastasiertem, therapieresistentem Prostatakarzinom. Die Therapie führte zu:
- Rückgang des PSA-Werts
- Rückbildung von Metastasen im PSMA-PET
- Verlängerung des progressionsfreien Überlebens

Es traten keine Hinweise auf systemischen Thiaminmangel oder andere relevante Nebenwirkungen auf.